# Козунов, Константин Гаврилович
Константин Гаврилович Козунов (1865—?) — полковник, герой Первой мировой войны.

## Биография
Родился 19 (31) мая 1865 года. Окончил в 1883 году 6-классный курс коммерческого отделения 1-го Санкт-Петербургского реального училища; 30 июня того же года поступил в Санкт-Петербургское пехотное юнкерское училище из которого был выпущен в 92-й пехотный Печорский полк. Подпоручик (ст. 01.01.1885), поручик (ст. 01.01.1889), штабс-капитан (ст. 15.03.1897). После окончания Офицерской стрелковой школы почти 13 лет командовал ротой; капитан (ст. 06.05.1900), подполковник (ст. 26.02.1912). Был награждён орденами Св. Станислава 2-й степени (1909) и Св. Анны 2-й степени (06.12.1912)
Принимал участие в Первой мировой войне. В 1914 году за отличия в делах против неприятеля был пожалован мечами к ордену Св. Анны 2-й степени; затем был награждён Георгиевским оружием

за то, что в бою под м. Ополе, 26.08.1914, составляя правый боевой участок полка, по собственному почину, с целью оказания содействия лейб-гвардии 2-му стрелковому полку, атаковал и овладел редутом у д. Войцехов, взял при этом в плен 3-х офицеров и 59 нижних чинов.
Произведён в полковники (пр. 24.12.1914; ст. 06.09.1914; за отличие в делах…). Был награждён орденом Св. Владимира 4-й степени с мечами и бантом (ВП 02.08.1915). С 5 марта 1916 года — командир 14-го пехотного Олонецкого полка.